# Marinho (football, 1970)
Pour les articles homonymes, voir Marinho.
Mário Teixeira da Costa dit Marinho est un footballeur portugais né le 24 novembre 1970 à Singen.
Il évoluait au poste de défenseur.

## Biographie
Marinho joue principalement en faveur du Sporting Portugal et du Benfica Lisbonne.
Au total, il dispute 111 matchs en 1re division portugaise et inscrit 2 buts dans ce championnat.

## Carrière
- 1984-1989 :  Sporting Portugal (centre de formation)
- 1989-1995 :  Sporting Portugal
- 1995-1997 :  Benfica Lisbonne
- 1997 :  SC Campomaiorense
- 1998 :  FC Alverca
- 1998-2004 :  Estrela da Amadora [1]

## Statistiques
- 7 matchs en Coupe de l'UEFA
- 2 matchs en Coupe des Vainqueurs de Coupes
- 112 matchs et 2 buts en 1re division portugaise
- 8 matchs et 0 but en 2e division portugaise